# Valbrevenna
Valbrevenna (en ligur Valbrevénna) és un comune sparso italià, situat a la regió de la Ligúria i a la ciutat metropolitana de Gènova. El 2011 tenia 809 habitants. La seu de l'ajuntament es troba a la frazione de Molino Vecchio.

## Geografia
Situat a la vall del mateix nom, al nord-est de Gènova, compta amb una superfície és de 34,67 km² i les frazioni de Carsi, Clavarezza, Frassinello, Molino Vecchio (seu de l'ajuntament), Nenno, Pareto, Senarega i Tonno. Limita amb les comunes de Carrega Ligure, Casella, Crocefieschi, Montoggio, Propata, Savignone, Torriglia i Vobbia.